# Walter Langebeck
Walter Langebeck (* 9. Juni 1910 in Kiel; † 20. Oktober 1998 in Schweinfurt) war ein deutscher Politiker (SPD).

## Leben und Beruf
Nach dem Besuch der Volksschule absolvierte Langebeck eine Ausbildung zum Motorenschlosser, arbeitete anschließend in diesem Beruf und trat 1925 der Gewerkschaft bei. Er bildete sich mit Fachkursen und Lehrgängen weiter und besuchte daneben eine Internatsschule, an der er Kurse in Volkswirtschaft und Sozialpolitik belegte. Von 1939 bis 1945 nahm er, mit einjähriger Unterbrechung, als Soldat am Zweiten Weltkrieg teil.
Langebeck zog 1946 nach Franken und ließ sich in Schweinfurt nieder. Er war seit 1947 Rechtsstellenleiter des Bayerischen Gewerkschaftsbundes, wurde später Rechtsstellenleiter des DGB und war von 1952 bis 1962 geschäftsführender Vorsitzender des DGB-Kreisausschusses. Nebenher war er seit 1953 Vorstandsvorsitzender der AOK Schweinfurt. Außerdem fungierte er als Richter am Landesarbeitsgericht.

## Partei
Langebeck schloss sich 1925 der Sozialistischen Arbeiter-Jugend (SAJ) an und war seit 1928 Mitglied der SPD. 1946/47 fungierte er als Bezirkssekretär der SPD in Schweinfurt.

## Abgeordneter
Langebeck war von 1956 bis 1961 Ratsmitglied der Stadt Schweinfurt. Vom 17. April 1954, als er für den ausgeschiedenen Abgeordneten Franz Op den Orth nachrückte, bis zum Ende der Wahlperiode im Dezember 1954 war er Mitglied des Bayerischen Landtages. Dem Deutschen Bundestag gehörte er von 1961 bis 1972 an. Er war stets über die Landesliste der SPD Bayern ins Parlament eingezogen.

## Ehrungen
- 1972: Großes Verdienstkreuz der Bundesrepublik Deutschland

| Personendaten    | Personendaten                       |
| ---------------- | ----------------------------------- |
| NAME             | Langebeck, Walter                   |
| KURZBESCHREIBUNG | deutscher Politiker (SPD), MdL, MdB |
| GEBURTSDATUM     | 9. Juni 1910                        |
| GEBURTSORT       | Kiel                                |
| STERBEDATUM      | 20. Oktober 1998                    |
| STERBEORT        | Schweinfurt                         |